# واژه به مثابه سلاح
«واژه‌ها به‌عنوان جنگ‌افزارها» تک‌آهنگی از هنرمند اهل بریتانیا، بردی است که در ۱۴ آوریل ۲۰۱۴ منتشر شد. این ترانه توسط بردی و رایان تدر نوشته شده و چهارمین تک‌آهنگ از آلبوم آتش درون است.

## وضعیت فروش
| جدول (۲۰۱۴)                              | جایگاه |
| ---------------------------------------- | ------ |
| بلژیک (فلاندر)                           | ۳۹     |
| فرانسه (سندیکای ملی انتشارات صوتی‌تصویری) | ۱۲۵    |
| آلمان (جدول کنترل رسانه)                 | ۶۳     |